# Fruktozo-2,6-bisfosforan
Fruktozo-2,6-bisfosforan, ester Hardena-Younga – organiczny związek chemiczny z grupy fosforanów cukrów, zbudowany z reszty fruktozy zestryfikowanej dwiema cząsteczkami kwasu fosforowego w pozycjach 2 i 6. Związek ten odgrywa ważną rolę w regulacji glikolizy i glukoneogenezy w wątrobie.

## Historia
W pierwszych latach XX w. Arthur Harden i William John Young prowadzili badania nad właściwościami zymazy, kontynuując prace Eduarda Buchnera i Augustyna Wróblewskiego. W roku 1906 opisali istnienie estru fosforanowego zdolnego podtrzymywać fermentację, który nazwany został później „estrem Hardena-Younga”. W roku 1928 P. A. Levene i A. L. Raymond wykazali, że estrem tym jest fruktozo-2,6-bisfosforan.

## Znaczenie biologiczne
Powstaje przez fosforylację fruktozo-6-fosforanu, katalizowaną przez fosfofruktokinazę-2, która jest jednocześnie fruktozo-2,6-bisfosfatazą – więc jest enzymem dwufunkcyjnym – pobudzanym przez zwiększone stężenie fruktozo-6-fosforanu, a hamowanym przez jego spadek.
Jest pozytywnym efektorem allosterycznym fosfofruktokinazy-1 (przekształcającej fruktozo-6-fosforan we fruktozo-1,6-bisfosforan w glikolizie) oraz inhibitorem fruktozo-1,6-bisfosfatazy (działającej odwrotnie w glukoneogenezie).
Jego stężenie jest regulowane zarówno przez substraty (allosterycznie) – fruktozo-6-fosforan stymuluje, co jest hamowane przez cytrynian – jak i hormonalnie (modyfikacja kowalencyjna).
W stanie sytości zwiększa się stężenie fruktozo-2,6-bisfosforanu, pobudzając glikolizę, a w stanie głodu glukagon stymuluje wytwarzanie cAMP, który aktywuje cAMP-zależną kinazę białkową, która przez fosforylację/defosforylację zmniejsza stężenie fruktozo-2,6-bisfosforanu, co wzmaga glukoneogenezę. W ten sposób zachodzi kontrola glikolizy i glukoneogenezy w wątrobie.